# 岩手県立盛岡工業高等学校
岩手県立盛岡工業高等学校（いわてけんりつもりおかこうぎょうこうとうがっこう, 英: Iwate Prefectural Morioka Technical High School）は、岩手県盛岡市に所在する県立工業高等学校。「盛工」（もりこう）の通称で呼ばれている。

## 概要
歴史
1898年（明治31年）に「岩手県実業学校」として開校。2013年（平成25年）に創立115周年を迎える。
工部省赤羽工作分局より機械工場とともに引き継がれた「菊花御紋章付平削盤」は、日本機械学会「日本の工作機械100選」に認定され、国の重要文化財として愛知県犬山市の博物館明治村に寄託・展示されている。
アクセス　
岩手県交通が運行している。以下の路線バスに乗車。
- ｢盛岡工業高校前｣下車。※は終点の路線
  - 盛岡駅(東口13番のりば)・盛岡バスセンターより｢501｣
  - 飯岡駅西口より※｢盛岡工業高校行｣

- 盛岡駅東口13番のりばより、｢上湯沢｣下車。徒歩5分。○は14番のりばからの路線
  - ｢504・505・○510｣

盛岡南ICより車で約10分。
校訓
「質実剛健」
教育目標
- 科学性と創造性の陶冶
- 勤労精神と責任感の高揚
- 敬愛と互助精神の涵養

校章
桐紋の上に、「高」の文字を置いている。
由来︰たくましく成長する南部桐のように、寒風にも負けず、雄々しく活躍し、学業や技術の修得に弛まぬ精進を続ける本校生徒の意欲と刻苦、研鑽を象徴するもの。
校歌
- 1928年（昭和3年）に制定。作詞は土井晩翠、作曲は山田耕筰による。歌詞は3番まである。また校歌とは別に第一から第七までの応援歌、および盛工応援団節がある。

【岩手県立盛岡工業高等学校 校歌】
1.大空に岩手聳えて
大原を北上走る
東北の郷のもなか
工業の教への庭に
集まれる子弟幾百
ああ健児勉めざらめや
2.厚生と利用のみちに
目にふるゝ文化の器
目に見えぬ理想をおはん
高くして遠き未来の
あこがれも嬉し青春
ああ健児勉めざらめや
3.紅の頬の光の
さめぬ間に業にいそしみ
身をたてゝ家を治めて
國に世につくさん願ひ
向上の一路辿りて
ああ健児勉めざらめや

## 沿革
旧制・工業学校
- 1897年（明治30年）3月29日 - 「岩手県実業学校」の設立が文部大臣に認可され、教室・木工場と付属建物が盛岡市内丸に完成。
- 1898年（明治31年）
  - 3月19日 - 徒弟学校規程に基づき校則を制定。金工科と木工科の生徒を募集。
  - 5月9日 - 授業を開始。
  - 12月10日 - 開校記念式典を挙行。
- 1901年（明治34年）
  - 2月 - 工業学校規程に基づき、「岩手県工業学校」と改称。本科、乙科、別科のそれぞれに金工科、木工科を設置。
  - 6月 - 「岩手県立工業学校」と改称（県の後に「立」を加える）。
- 1904年（明治37年）2月16日 - 校則の改正により、乙科を廃止し、本科と別科のみとする。本科の金工科と木工科を機械科と建築科に改称。別科に漆工科を増設。
- 1908年（明治41年）
  - 4月 - 別科漆工科を廃止。
  - 12月10日 - 教職員・生徒の拠出金により校旗を作製。
- 1915年（大正4年）10月 - 建築工場と建築材料庫を増築。
- 1923年（大正12年）1月 - 別科を廃止し、新たに土木科を増設。
- 1928年（昭和3年）8月 - 校歌を制定。
- 1935年（昭和10年）4月1日 - 別科を復活させ、金工科と木工科を増設する。
- 1937年（昭和12年）
  - 4月4日 - 機械建築工場以外のすべてが上田新校舎に移転。応用化学科を増設。
  - 10月1日 - 臨時工業技術養成の目的とした第二部機械科を新設。
- 1938年（昭和13年）4月 - 別科を専修科に改称。
- 1939年（昭和14年）4月1日 - 県立工業学校の新設に伴い、「岩手県立盛岡工業学校」と改称。
- 1940年（昭和15年）3月 - 新たに5年制を併設。機械科卒業生の寄贈により建築製図室と普通教室を増築。
- 1941年（昭和16年）3月31日 - 第二部機械科と専修科を廃止。
- 1943年（昭和18年）4月1日 - 応用化学科を工業化学科に改称。
- 1946年（昭和21年）3月27日 - 3年制度を廃止し5年制度のみとする。
- 1947年（昭和22年）4月1日 - 学制改革（六・三制の実施）
  - 工業学校の生徒募集を停止。
  - 新制中学校を併設（名称：岩手県立盛岡工業学校併設中学校、以下：併設中学校）し、工業学校1・2年修了者を新制中学2・3年生として収容。
  - 併設中学校はあくまで暫定的に設置されたもので、新たに生徒募集は行われず、在校生が2・3年生のみの中学校であった。
  - 工業学校3・4年修了者は、そのまま工業学校4・5年生として在籍。

新制・工業高等学校
- 1948年（昭和23年）4月1日 - 学制改革（六・三・三制の実施）により、工業学校は廃止され、新制高等学校「岩手県立盛岡工業高等学校」が発足。
  - 工業学校卒業生を新制高校3年生として、工業学校4年修了者を新制高校2年生として編入。
  - 併設中学校卒業生を新制高校1年生として収容。
  - 併設中学校は継承され（名称：岩手県立盛岡工業高等学校併設中学校）、その在校生は1946年（昭和21年）に工業学校へ入学した3年生のみとなる。
- 1949年（昭和24年）
  - 3月31日 - 最後の卒業生を送り出し、併設中学校を廃止。
  - 4月1日 - 高校三原則に基づく公立高等学校の再編により、総合制高等学校「岩手県立高松高等学校」と改称。普通科を増設し、男女共学を開始。校章を改定。
- 1953年（昭和28年）4月1日 - 「岩手県立盛岡工業高等学校」（現校名）に復称。普通科は存続。
- 1955年（昭和30年）4月1日 - 定時制課程機械科を設置。
- 1958年（昭和33年）
  - 4月1日 - 岩手県美術工芸高等学校の廃止に伴い、工芸科を新設し、美工分校舎で授業を開始。
  - 10月10日 - 創立60周年を記念し、グラウンドを拡張。
- 1959年（昭和34年）
  - 4月7日 - 電力科と電気通信科を設置し、美工分校舎で授業を開始。
  - 5月 - 上田神庭山に寄宿舎を新設し、入舎を開始。
  - 8月19日 - 火災により、講堂と家庭科教室を消失。
- 1960年（昭和35年）12月25日 - 工芸科の校舎が完成し、美工分校舎からの移転を完了。
- 1961年（昭和36年）3月 - 体育館が完成。
- 1962年（昭和37年）10月 - ラグビー部、第17回国民体育大会（岡山県）で優勝。
- 1963年（昭和38年）4月1日 - 学科改編
  - 機械科と工業化学科の編成を各2学級とする。
  - 電力科を電気科に、電気通信科を電子科と改称。
  - 定時制課程に電気科を新設。
- 1964年（昭和39年）5月25日 - 建築科と工業化学科に実習棟を増築。
- 1966年（昭和41年）
  - 1月 - ラグビー部、第45回全国高等学校ラグビーフットボール大会で優勝。
  - 3月31日 - 普通科を廃止。
- 1968年（昭和43年）4月1日 - 工芸科を募集停止し、デザイン科を新設。
- 1970年（昭和45年）
  - 4月 - 紫波郡都南村大字羽場字松崎に新校舎が完成し移転。
  - 10月 - ラグビー部、第25回国民体育大会（岩手県）で優勝。
- 1971年（昭和46年）1月 - ラグビー部、第50回全国高等学校ラグビーフットボール大会で優勝。
- 1973年（昭和48年）
  - 3月31日 - 校地の東端に寄宿舎を新築し、入舎を開始。
  - 4月 - 工業化学科を1学級減じ、情報技術科を新設。
  - 8月13日 - プールが完成。
- 1981年（昭和56年）
  - 4月 - 定時制課程機械科に技能連携制度を新設。
  - 8月 - 野球部が岩手県代表として第63回全国高等学校野球選手権大会（夏の甲子園大会）に初出場。
- 1982年（昭和57年）
  - 3月 - 庭球コート用地に第二体育館が完成。
  - 8月 - 野球部が第64回全国高等学校野球選手権大会（夏の甲子園大会）に2年連続で出場。
- 1989年（平成元年）
  - 3月21日 - 校地の東端に合宿所「桐工会館」が完成。
  - 4月1日 - 機械科を１学級減じ、電子機械科を新設。
- 1992年（平成4年）4月1日 - 盛岡市と都南村の合併により、学校所在地の表記が盛岡市羽場第18地割11番地1に変更となる。
- 1994年（平成6年）
  - 3月 - 家庭科実習棟が完成。
  - 4月1日 - 学科改編により、定時制課程の機械科と電気科の生徒募集を停止し、定時制課程工業科を新設。
  - 11月 - 校舎大規模改造工事を開始。
- 1997年（平成9年）
  - 3月31日 - 定時制課程機械科と電気科を廃止。
  - 8月 - 機械科実習棟を改築。
- 1999年（平成11年）
  - 2月 - ウェイトリフティング場が完成。全天候に対応できるテニスコートを整備。
  - 3月 - 情報技術科実習棟と工業化学科実習棟、プールを改築。
- 2000年（平成12年）
  - 3月21日 - 創立100周年を記念し「盛工百年館」が完成。
  - 3月27日 - 建築科・土木科・デザイン科実習棟を改修。
  - 3月31日 - 太陽光発電装置を設置。
- 2001年（平成13年）6月22日 - 所蔵の菊花御紋章付門形平削盤（明治12年、工部省赤羽工作分局製）が国の重要文化財の指定を受ける。
- 2003年（平成15年）4月1日 - 電子科と情報技術科の生徒募集を停止し、電子情報科を新設。
- 2005年（平成17年）3月31日 - 電子科と情報技術科を廃止。
- 2008年（平成20年）4月1日 - 建築科とデザイン科の生徒募集を停止し、建築・デザイン科を新設。
- 2009年（平成21年）4月-ウエイトリフティング場に隣接した室外トイレ完成。
- 2010年（平成22年）3月31日 - 建築科とデザイン科を廃止。

## 部活動
部活動が盛んであり、ラグビー・アマチュアレスリング・ウエイトリフティング・スケートなど全国大会でも活躍している。特に盛岡工業高等学校ラグビー部は、現在までに36回の全国高等学校ラグビーフットボール大会への出場と2度の全国制覇を果たしている強豪校である。
2024年岩手県大会優勝。
運動部
- 陸上競技部
- 硬式野球部
- バスケットボール部
- バレーボール部
- ラグビー部
- 柔道部
- 水泳部
- 登山部
- スキー部
- スケート部
- 硬式テニス部
- ソフトテニス部
- レスリング部
- アーチェリー部
- 卓球部
- ウエイトリフティング部

文化部
- 吹奏楽部
- 茶華道部
- 化学部
- 写真部
- アマチュア無線部
- 美術部
- 演劇部
- 文学部
- 天文部
- マイコン部
- 自動車部
- 囲碁将棋部
- ギター同好会

## 著名な出身者
- 佐藤良一 - 元プロ野球選手
- 田鎖博美 - 元プロ野球選手
- 小田英明 - 元プロ野球選手
- 高橋幸二 - 元プロ野球選手
- 加賀元 - 元プロ野球選手
- TAKAみちのく - プロレスラー
- Hi69 - プロレスラー
- 佐々木大地 - プロレスラー
- 中村圭吾 - プロレスラー
- 佐々木功 - 陸上選手
- 小野寺政人 - ラグビー選手
- 笹田学 - 元ラグビー日本代表選手
- 小原義巧 - ラグビー選手
- 川崎清純 - ラグビー選手
- 川崎龍清 - ラグビー選手
- 七戸昌宏 - ラグビー選手
- 高城良太 - ラグビー選手
- 瀧澤陽兵 - ラグビー選手
- 佐々木和樹 - ラグビー選手
- 高城佑太 - ラグビー選手
- 楢山直幸 - ラグビー選手
- 藤原誠 - ラグビー選手
- 細川諭 - ラグビー選手
- 吉田雪乃 - スピードスケート選手
- 田村正彦 - 八幡平市長
- 柳村純一 - 元滝沢村長
- 横澤高徳 - 参議院議員、チェアスキー選手
- 中嶋英夫- 元衆議院議員（旧制）